# Frontiers in Neuroendocrinology
Frontiers in Neuroendocrinology, abgekürzt Front. Neuroendocrinol., ist eine wissenschaftliche Fachzeitschrift, die vom Elsevier-Verlag veröffentlicht wird. Die Zeitschrift ist offizielles Publikationsorgan der International Society of Neuroendocrinology und erscheint mit vier Ausgaben im Jahr. Es werden Übersichtsarbeiten aus den Bereichen Neurowissenschaften und Endokrinologie veröffentlicht.
Der Impact Factor lag im Jahr 2014 bei 7,037. Nach der Statistik des ISI Web of Knowledge wird das Journal mit diesem Impact Factor in der Kategorie Endokrinologie und Metabolismus an elfter Stelle von 128 Zeitschriften und in der Kategorie Neurowissenschaften an 20. Stelle von 252 Zeitschriften geführt.